# Зисман, Шалом
Шалом Зисман (ивр. שלום זיסמן‎; 14 марта 1914, Желехув, Мазовецкое воеводство — 12 февраля 1967, Израиль) — израильский общественный и политический деятель, спортивный функционер, публицист, депутат кнессета 2-го созыва, председатель Олимпийского комитета Израиля (1956—1966).

## Биография
Родился 12 марта 1914 года в Желехуве, Седлецкой губернии (ныне Польша), в семье Шмуэля-Иехуды Зисмана и его жены Шпринцы. Окончил гимназию, некоторое время изучал юриспруденцию в Варшавском университете.
В 1933 году репатриировался в Подмандатную Палестину, стал членом военной подпольной организации «Хагана», с 1944 года служил старшиной Еврейской бригады, в составе которой воевал в Италии и Сахаре. После создания государства Израиль начал службы в Армии обороны Израиля, имел звание майора. Возглавлял информационный отдел армии, один из основателей еженедельника «Бамахане».
В 1951 году избран депутатом кнессета 2-го созыва от партии «Общих сионистов», работал в комиссии по услугам населению, комиссии по иностранным делам и безопасности, комиссии по образованию и культуре и комиссии по экономике.
Возглавлял спортивную федерацию «Маккаби» в Израиле, а также входил в состав руководства Maccabi World Union. В 1955—1967 годах работал в муниципалитете Рамат-Гана, был членом городского совета и заместителем мэра. В 1956—1966 годах возглавлял Олимпийский комитет Израиля.
Публиковал статьи в газетах «Маарив», «Хаарец» «Ха-бокер».
В 1942 году женился на Ционе Вайс, в браке родилось трое детей.
Умер 12 февраля 1967 года.